# نایل بل
نایل بل (انگلیسی: Nyal Bell؛ زادهٔ ۱۸ ژانویهٔ ۱۹۹۷) بازیکن فوتبال اهل بریتانیا است.
از باشگاه‌هایی که در آن بازی کرده‌است می‌توان به باشگاه فوتبال روچدیل، باشگاه فوتبال چستر، و باشگاه فوتبال درویلزدن اشاره کرد.